# Sankt Margarethen bei Knittelfeld
Sankt Margarethen bei Knittelfeld là một đô thị thuộc huyện Murtal trong bang Steiermark, nước Áo. Đô thị Sankt Margarethen bei Knittelfeld có diện tích 148,22 km², dân số cuối năm 2016 là 2749 người.